# Roberto Curcio
Roberto Curcio (* 3. August 1912 in Alexandria, Ägypten; † 8. April 1992 in Rom) war ein italienischer Moderner Fünfkämpfer.
Curcio nahm an den Olympischen Sommerspielen 1948 in London teil, wo er den 19. Rang belegte.